# Humberto Bogaert
Humberto (Huberto) Carlos Conrado Godofred Bogaert Román (* 1. März 1901 in Santiago de los Caballeros; † 1962) war ein dominikanischer Politiker und für zwei Tage Präsident der Dominikanischen Republik.

## Biografie
Bogaert war zunächst vom 16. April 1942 bis zum 1. Juni 1945 Arbeitsminister (Secretario de Estado de Trabajo) während der Präsidentschaft von Rafael Leónidas Trujillo Molina.
Bogaert war vom 17. bis zum 19. Januar 1962 als Vorsitzender eines zivilen Militärrats de facto Präsident der Dominikanischen Republik als Nachfolger von Rafael Filiberto Bonelly, der ihm nach dieser zweitägigen Übergangszeit auch wieder im Amt folgte. Dem Zivilen Militärrat (Junta Cívico-Militar) gehörten neben ihm Armando Oscar Pacheco, Luis Amiama Tió, Antonio Imbert Barrera, Konteradmiral Enrique Valdez Vidaurre, Luftwaffenoffizier Wilfredo Medina Natalio und Oberst Neit R. Nivar Seijas an.